# 神经营养因子
神经营养因子（英語：neurotrophin，NT）又译神经营养素、神經滋養素，是一组蛋白质，其作用是为神经元的存活、发育（增殖、分化）以及实现正常功能提供支持。
它是生长因子的一种，是通过胞吐作用分泌的蛋白质，用来给特定细胞提供存活、发育和分化的信号。生长因子如神经营养因子促进神经元的存活被称为"神经营养因子"。神经营养因子被目标组织分泌和行动防止相关的神经元启动细胞程序性死亡 - 从而使神经细胞的生存。神经营养因子也诱导前体细胞分化，以形成神经元。

## 参阅
- 脑源性神经营养因子
- 神经营养因子-3